# دینو باجو
دینو باجو (به ایتالیایی: Dino Baggio) بازیکن فوتبال و مدافع اهل ایتالیا است. 
علیرغم نام فامیلی یکسان دینو هیچ نسبتی با روبرتو باجو فوتبالیست بزرگ و سابق ایتالیایی ندارد.

## تیم ملی
از سال ۱۹۹۱ میلادی عضو تیم ملی فوتبال ایتالیا بوده و در ۵۹ بازی ملی حضور داشته‌است. او در بازی‌های ملی‌اش ۷ گل به ثمر رساند.
دینو باجیو آخرین بازی ملی خود را در سال ۱۹۹۹ میلادی انجام داد.